# Zeď Jmen

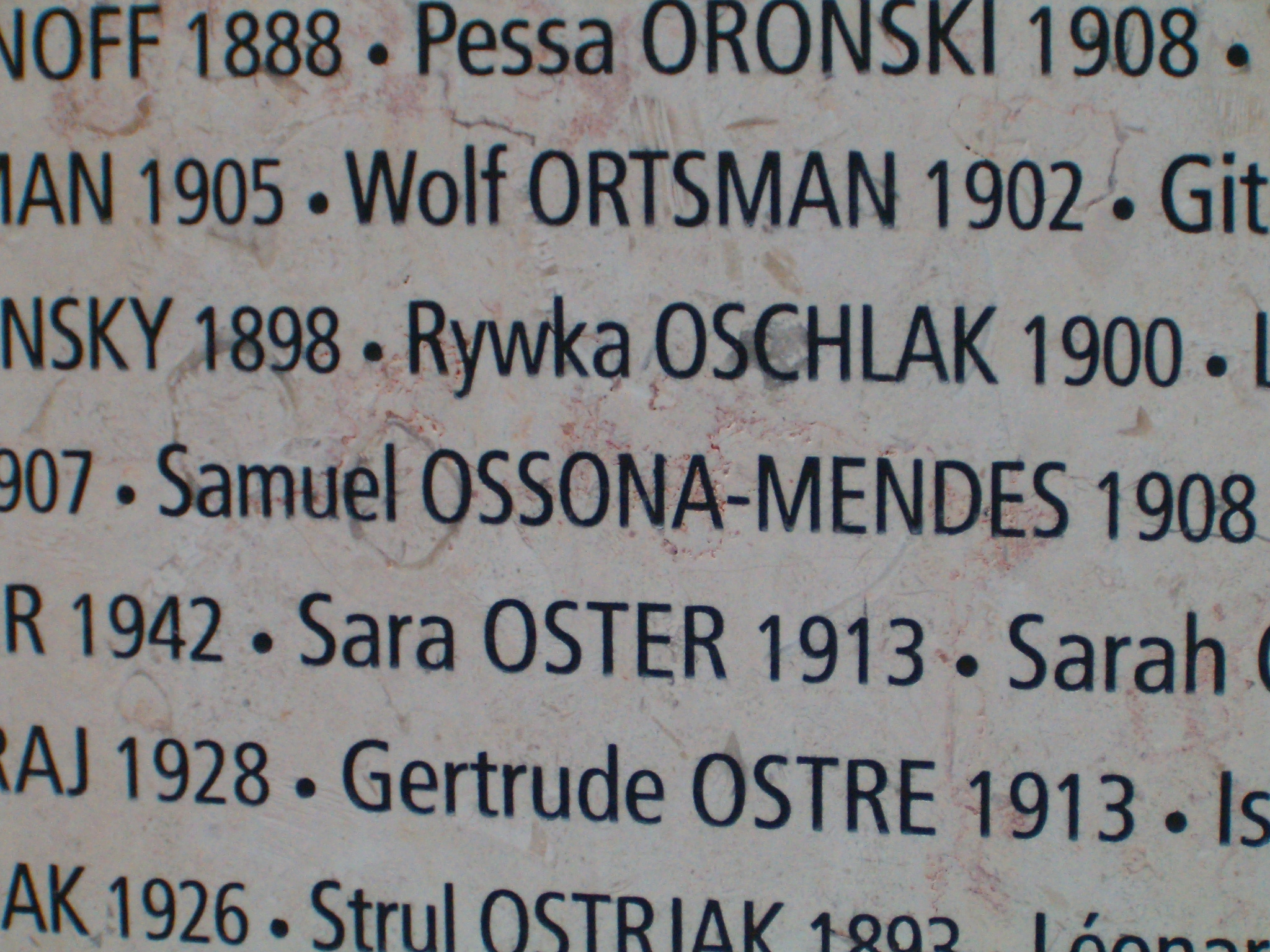
Detail ze Zdi Jmen

Zeď Jmen (francouzsky Le mur des Noms) je pomník v Paříži. Nachází se na nádvoří památníku obětem holokaustu ve čtvrti Marais ve 4. obvodu.
Zeď Jmen tvoří tři zdi z kamenů z Jeruzaléma, na kterých jsou napsána jména 76 000 Židů, včetně 11 000 dětí deportovaných z Francie v rámci nacistického plánu na vyhlazení evropských Židů ve spolupráci s vichistickou vládou.
Většina osob, jejichž jména jsou zde uvedena, byla zavražděna v období 1942-1944 ve vyhlazovacím táboře Auschwitz-Birkenau a zbývající v táborech Sobibor, Majdanek a Kaunas-Reval. Jména obětí jsou uvedena podle roku deportací v abecedním pořadí.
Pomník byl slavnostně otevřen 25. ledna 2005 za přítomnosti prezidenta Jacquese Chiraca. Pro veřejnost byl otevřen o dva dny později, v den 60. výročí osvobození koncentračního tábora Osvětim. Památník vytvořili architekti Jean-Pierre Jouve a François Pin.
Jména dodatečně dohledaných lidí, kteří zemřeli během deportací, jsou vyryta na konec seznamu pod nápisem Les Noms des déportés découverts après l'inscription (Jména deportovaných objevených po zápisu).